# Добрув (Великопольське воєводство)
Добрув (пол. Dobrów) — село в Польщі, у гміні Костелець Кольського повіту Великопольського воєводства.
Населення — 687 осіб (2011).
У 1975-1998 роках село належало до Конінського воєводства.

## Демографія
Демографічна структура станом на 31 березня 2011 року:
|          | Загалом | Допрацездатний вік | Працездатний вік | Постпрацездатний вік |
| -------- | ------- | ------------------ | ---------------- | -------------------- |
| Чоловіки | 340     | 78                 | 231              | 31                   |
| Жінки    | 347     | 72                 | 198              | 77                   |
| Разом    | 687     | 150                | 429              | 108                  |